# Burg Habitzheim
Die Burg Habitzheim ist eine abgegangene Wasserburg, inzwischen als Hofanlage überbaut, ehemals geschaffen als Vorwerk der nahen Veste Otzberg. Sie liegt im heutigen Ortsteil Habitzheim der Gemeinde Otzberg im Landkreis Darmstadt-Dieburg in Hessen zu Füßen des Odenwaldes.

## Lage
Die Burg befand sich zentral im heutigen Ort an der jetzigen Kirche und diente wohl als Vorburg der Veste Otzberg und Absicherung des Fuldischen Besitzes um den Otzberg. Sie war sicher Gründungsplatz des entstehenden Dorfes mit Sichtverbindung auf die Veste und Kontrolle des Vorlandes Richtung Dieburg und Reinheim.

## Geschichte

Wappen der Ende des 15. Jahrhunderts entstandenen Herrschaft Löwenstein-Wertheim, die auch das Gebiet der und um die Burg errang

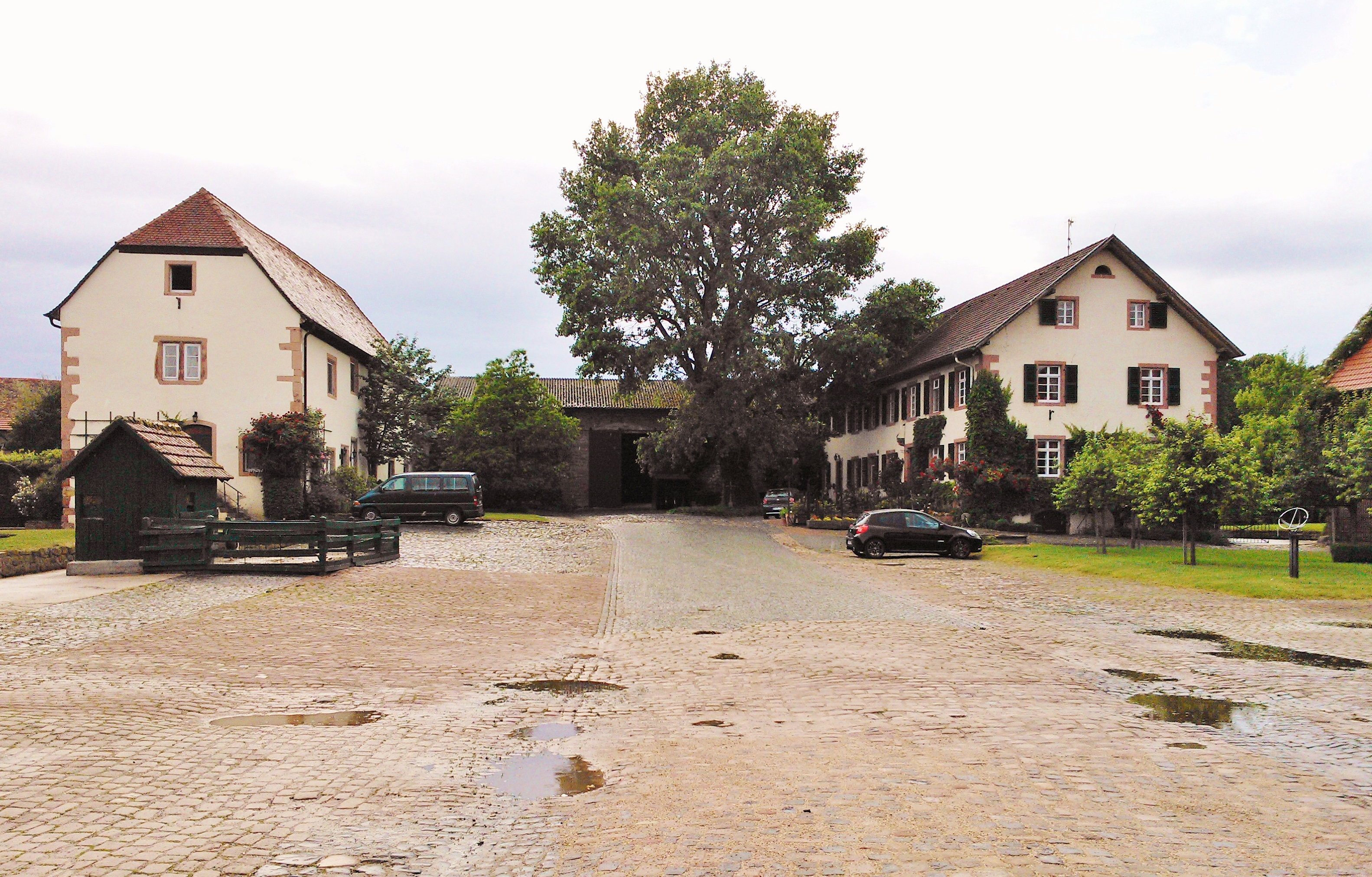
Blick auf die Wohngebäude der heutigen Hofanlage

Gelb umrandet das Teilgebiet der Herrschaft Löwenstein-Wertheim im 17. Jahrhundert, zu dem die Burg Habitzheim (roter Pfeil) gehörte, mit Ausnahme des Ortes Georgenhausen, der nur von 1482 bis etwa 1611 Teil der Herrschaft war

Der Zeitpunkt der Erbauung ist unbekannt. Sie dürfte aber um dieselbe Zeit wie die Veste Otzberg entstanden sein, also spätestens im 13. Jahrhundert. Ein erster urkundlicher Nachweis stammt von 1323. Die Wasserburg war ein Fuldisches Lehen an die von Bickenbach. Für die Absicherung der Wasserburg wurde eine Abzweigung des durch den heutigen Ort fließenden kleinen Hasselbaches zum Auffüllen des Wassergrabens benutzt.
Die Bickenbacher teilten sich in verschiedene Linien mit unterschiedlichen Anteilen an der Burg. Ein Teil davon geht nach dem Tode Conrad III. von Bickenbach (1298–1354) Mitte des 14. Jahrhunderts an das Haus Erbach über.
Im Staatsarchiv Wertheim des Landesarchivs Baden-Württemberg befindet sich eine Teilungsurkunde vom 8. März 1362, nach der Konrad von (dem) Habern und Edelknecht Werner Ku(e)che von Dornberg im Auftrag der verstorbenen Gräfin Agnes von Katzenelnbogen, geborene von Bickenbach, der Gräfin Mene zu Ryneck (vermutlich Imagina von Rieneck, geborene von Bickenbach und mit Gerhard V. von Rieneck verheiratet) und des verstorbenen Konrad (Conrad III.) von Bickenbach die Burg Habitzheim mutschieren. Dem gewandelten Rechtsbegriff einer Nutzungsteilung entsprach das im Mittelalter einer Ganerbschaft an der Burg. Dabei wird der Bickenbachsche Anteil näher beschrieben. Burgtor und -turm sollen in gemeinsamen Besitz bleiben.
In Urkunden ist belegt, das spätestens um 1373 Graf Johann I. von Wertheim einen Teil der „Feste Haboltsheym“ besaß, wie in einem Vergleich mit ihrem Lehensherren, dem Pfalzgraf Rupprecht II., beschrieben.
Knapp elf Jahre später wird zur und um die Burg Habitzheim ein Burgfrieden zwischen Else von Katzenelnbogen, dem Schenk Eberharten von Erbach und dem schon genannten Ruprecht II. von der Pfalz verabredet.
Mit dem Verkauf der Fuldischen Anteile von Umstadt und Otzberg geht die Herrschaft an die Kurpfalz, die nun die Lehen vergibt (s. auch Kondominat Umstadt).
1395 beurkunden die Bickenbacher, dass sie von Ruprecht II. ein Sechstel der Burg zum Lehen haben und Burgfrieden halten wollen. Zwischen 1398 und 1504 werden in mehrfachen Urkunden die von Erbach genannt, die einen Teil der Burg (ca. drei Viertel) und des Dorfes Habitzheim mit Vogtei und Gericht zum Lehen von der Kurpfalz haben. Nur der Ulner-Hof, den sie von den Gayling von Altheim erworben haben, ist ihr direktes Eigentum. 1407 verkauft den Erbachern der kurpfälzische König Ruprecht als Pfalzgraf bei Rhein die kurpfälzischen Anteile der Burg im Wert von 6937 Geldgulden (1482 rückgelöst). 1458 versetzen die Bickenbacher ihren Anteil an die Erbacher für 300 rheinische Gulden mit Genehmigung des Lehensherren, der Kurpfalz.
Wie die Wertheimer Linien an die Burg kamen, ist nicht exakt belegt, aber vom Ende des 15. bis Ende des 16. Jahrhunderts müssen sie nach und nach die Burg und ihre Anteile aufgekauft haben. Wahrscheinlich übernahmen sie das Lehen der Erbacher, nachdem Ludwig der Bayer 1482 in den Nachfolgeurkunden genannt wird, die ehemals Erbachsche Lehen an die Ulner von Dieburg betreffend, die ab da zum Hause Löwenstein-Wertheim-Rochefort gehören. 1528 wird der letzte Anteil den Schenk Valentin von Erbach besaß an Graf Friedrich von Löwenstein für 6000 Gulden verkauft. Es bildete sich eine Herrschaft aus, die die heutigen Orte Habitzheim, Spachbrücken, Zeilhard und Groß-Zimmern umfasste, ohne den damals eigenständigen Ort Klein-Zimmern (Mainzer Gebiet) und ohne das darinliegende Georgenhausen.
(Mindestens) zweimal im Laufe der folgenden Jahrhunderte wurde dann den Löwenstein-Wertheimern die Herrschaft infolge kriegerischer Ereignisse von den Landgrafen von Hessen kurzfristig abgenommen. Einmal infolge des Dreißigjährigen Krieges, so eine Urkunde von 1623 zur Burg Habitzheim: Nachdem Kaiser Ferdinand II. die Grafen Johann Casimir und Georg Ludwig zu Löwenstein mit der Reichsacht belegt hatte, ihnen Burg und Dorf konfiszierte und an den Freiherren und kaiserlichen Geheimrat Peter Heinrich von Stralendorf verschenkte, verkaufte es dieser noch im gleichen Jahr an Hessen-Darmstadt. Belegt ist dies durch den Originalkaufbrief zwischen dem hessischen Landgraf Ludwig und dem Freiherren über den Verkauf von Schloss und Zubehör (das Dorf Habitzheim) für die respektable Summe von 25.000 Reichstalern. Das erste Mal verlieren die Löwensteiner ihren Besitz wohl kurz nach dem Erwerb bei der Bayrischen Fehde, als 1504 der Landgraf Wilhelm II. von Hessen, der Mittlere im Auftrag des römisch-deutschen Königs Maximilian I. die kurpfälzischen Gebiete im heutigen Südhessen bis Heidelberg eroberte.
Nur bis zum Beginn des 16. Jahrhunderts residierten die Grafen von Löwenstein-Wertheim-Rochefort selbst in Habitzheim. Ab dann wurde die Burg von einem Amtmann bewohnt, dessen Aufgabe die Verwaltung der Herrschaft war. Als im Zuge der Umwandlungen in der ersten Hälfte des 19. Jahrhunderts sich die politischen Strukturen stark veränderten, verlor die Burg als Amtssitz ihre Funktion. Scheuern und Stallungen wurden erweitert und für die Nutzung als Gut umgebaut.

Wappen-Bilder der adeligen Vorbesitzer
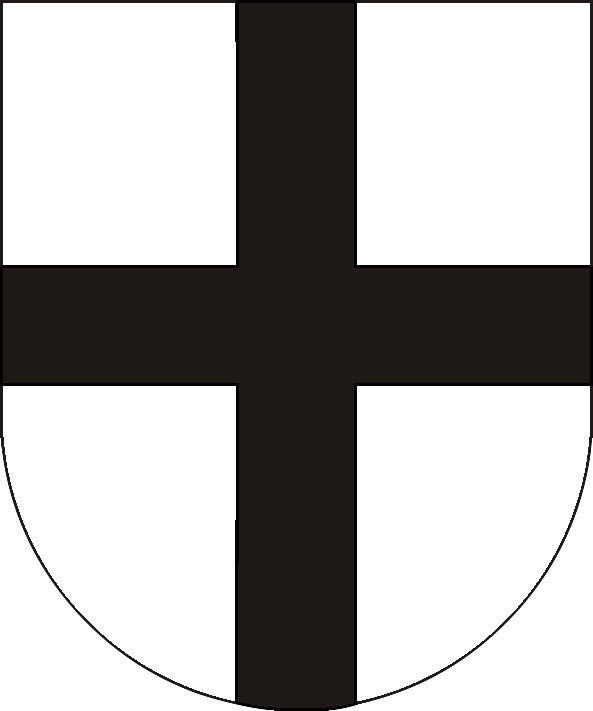
Wappen des Klosters Fulda
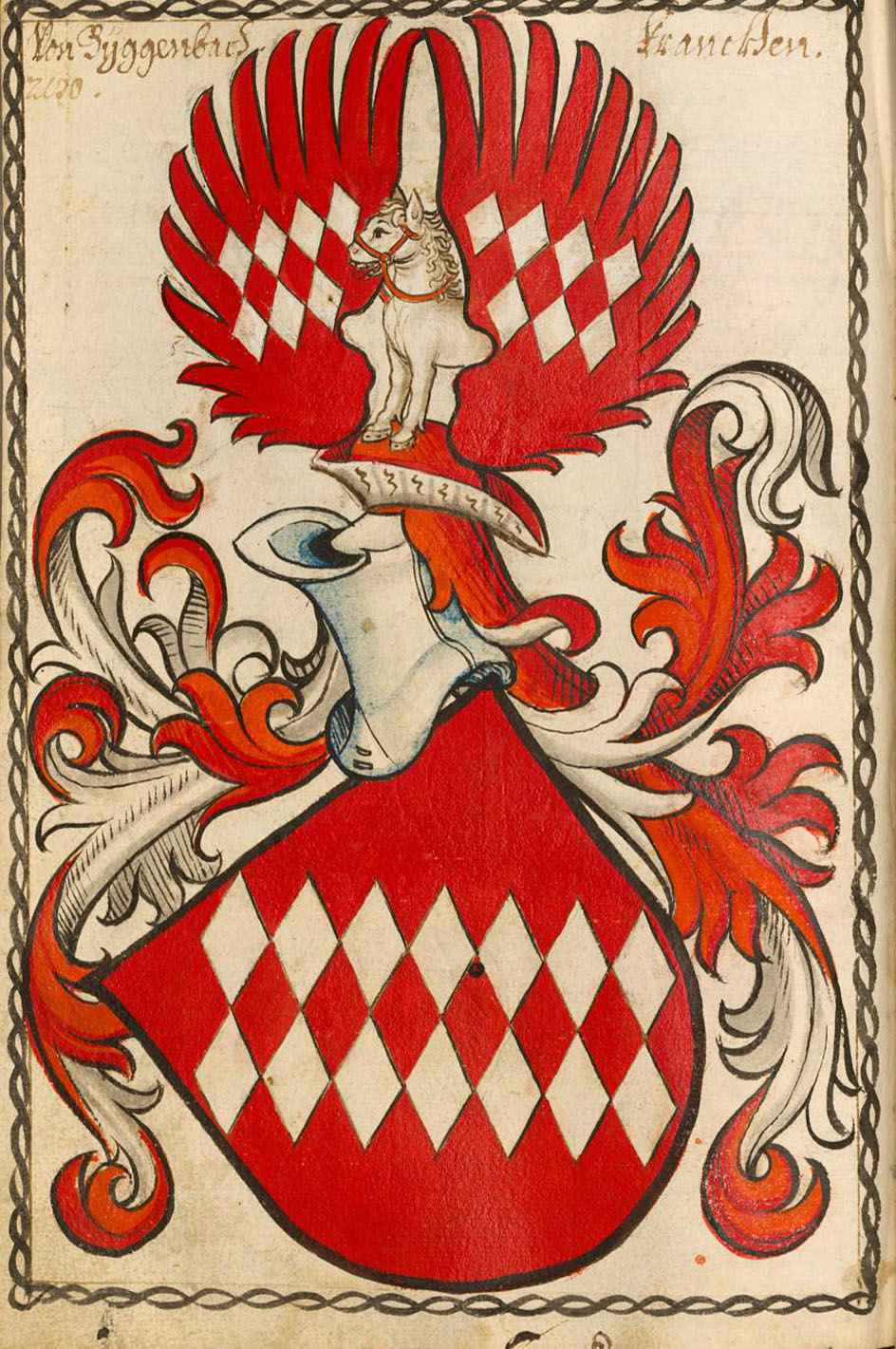
Wappen des Hauses Bickenbach
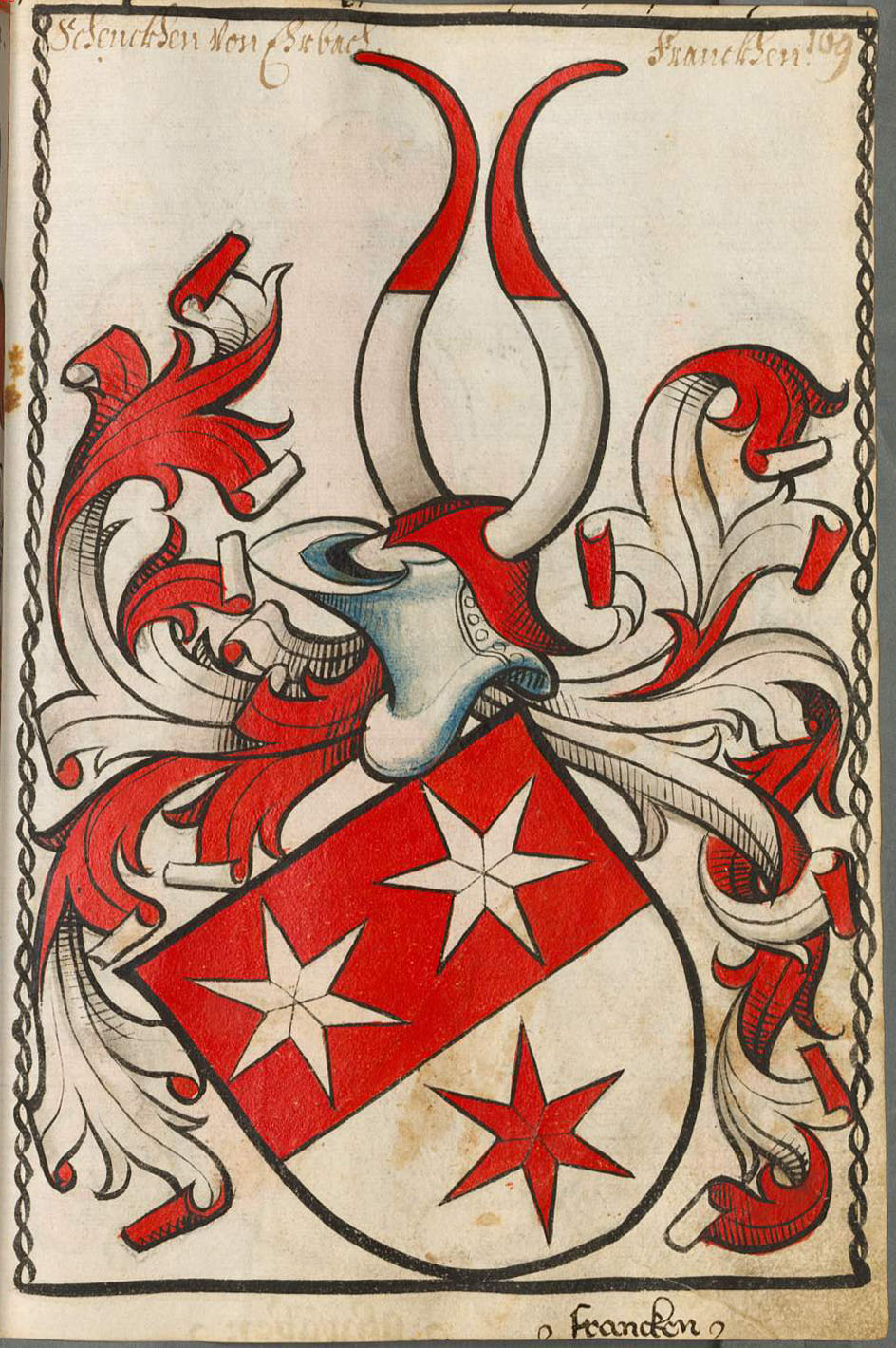
Wappen des Hauses Erbach
Wappen des Hauses der Kurpfalz
Wappen der Landgrafschaft Hessen-Darmstadt

### Burgmannen
1357 verkauft ein Eberhard Kylian (Edelknecht) die Hälfte seines Burglehens an Schenk Eberhard VIII. zu Erbach. 1372 verkauft Edelknecht Heinrich Aumann ebenfalls an Erbach. Die Herren die Kuche, von Ulbach, von Beldersheim und die Ulner von Dieburg werden genannt. Pfälzische Burglehen waren an die Herren von Franckenstein, von Wasen, die Ganse von Otzberg, die Mertze von Crotzel, von Hotzfeld und z. B. 1435 durch Pfalzgraf Otto an die von Habern verliehen. Mehrere dieser Namen sind gleichzeitig Burgmannen der Burg Breuberg.

### Baugeschichte

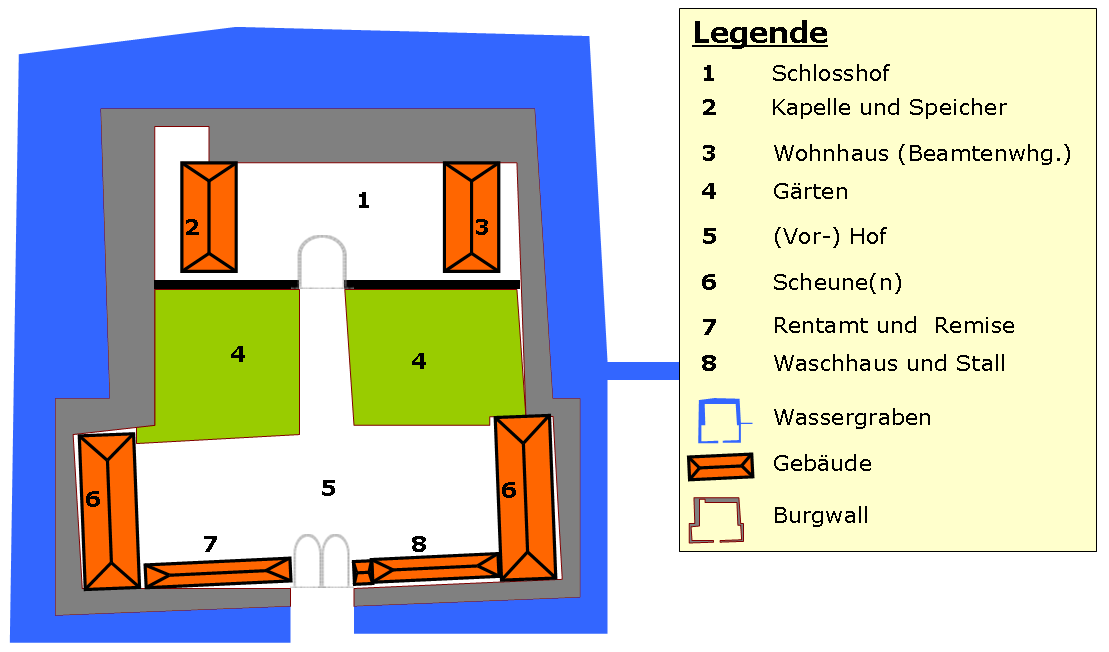
Aufbau der Burg Habitzheim als Wasserburg um etwa 1777. Die bezeichneten Gebäude sind nach Urkunden und Archivalien aus der Zeit um etwa 1840–1850 bezeichnet.

Über die Jahrhunderte wurde die Burganlage mehrmals verändert, umgebaut, neugestaltet oder erweitert. Sie repräsentierte eine Wasserburg auf dem heute noch erkennbaren Grundriss. Das heutige Gutshaus mit dem gegenüberliegenden Gebäude bildete die Wohnburg, währenddessen das große Viereck der heutigen Wirtschaftsgebäude aus Stallungen und Scheuern bestand. Die Anlage war von einem Graben umgeben, der aus dem abgezweigten Wasser des Hasselbaches gespeist wurde. Auch Hauptburg und Wohnburg wurden zeitweise von einem Wassergraben, der mit einer Zugbrücke überspannt war, getrennt. Lediglich das Gebäude gegenüber der Wohnburg, in dem der heutige sogenannte Gelbe Saal liegt, hat die Jahrhunderte fast unverändert überstanden. Es stammt aus der Zeit um das Jahr 1500, was an den rückwärtigen Fensterstöcken zu erkennen ist. Es wird heute als die Kirche oder Kapellenbau bezeichnet, obwohl es ursprünglich ein Wohngebäude war. Ursache waren die Verheerungen des Dreißigjährigen Krieges, durch den die Bevölkerung Habitzheims bis auf wenige Familien als Folge von Krieg und Pest nahezu ausgerottet war. Damals wurden aus den spanischen Niederlanden, zu diesem Zeitpunkt unter spanischer Herrschaft und katholischen Glaubens, Siedler nach Habitzheim geholt. Diese hatten keinen eigenen Kirchenraum, da die örtliche Bevölkerung reformierten Glaubens war. Dafür wurde das Erdgeschoss des Gebäudes als Kirchenraum umgebaut. Die Einrichtung der heutigen katholischen Kirche stammt daraus. Um 1850 wurde dann die Wasserburg in eine Hofanlage umgebaut. Das Gebäude wurde danach nur noch als Hühnerstall und Getreidespeicher genutzt. Das Gutshaus wurde im Jahr 1760 anstelle eines damals wegen Baufälligkeit abgerissenen Gebäudes neu errichtet.
Im Zuge der Umwandlungen in der ersten Hälfte des 19. Jahrhunderts verlor die Burg als Amtssitz ihre Funktion und wurde durch Ausbau von Scheuern und Stallungen in ein Hofgut umgebaut. Von 1852 bis 1972 bewirtschaftete die Familie Heil aus Darmstadt und ihre Nachfahren als Pächter das Hofgut. Mit der Bodenreform nach dem Zweiten Weltkrieg verlor das Hofgut fast die Hälfte seiner Fläche.
Seit 1972 wird nun das Hofgut von seinen Eigentümern, der Familie zu Löwenstein-Wertheim-Rosenberg, selbst bewirtschaftet. Gebäude, landwirtschaftlich nicht mehr genutzt, wurden restauriert und umgebaut, um sie ihren neuen Funktionen anzupassen. Aus einem der beiden Kuhställe wurde ein Festsaal geschaffen, der für Hochzeiten und sonstige Feierlichkeiten vermietet wird. Der andere Stall wurde zu einer Druckerei umgebaut, die alte Brennerei zu einer Kunstschmiede umgestaltet und im ersten Stock Wohnraum geschaffen. Der alte Schafstall ist heute Lager, in einem weiteren Stall entstand das Atelier des Schmieds und ein Büro für die Druckerei. Ein Schlosser arbeitet ebenfalls auf dem Gelände. Das Hofgut dient aber auch heute noch der landwirtschaftlichen Produktion, die seit 1992 auf ökologischen Landbau umgestellt wurde.

Bilder der heutigen Hofanlage
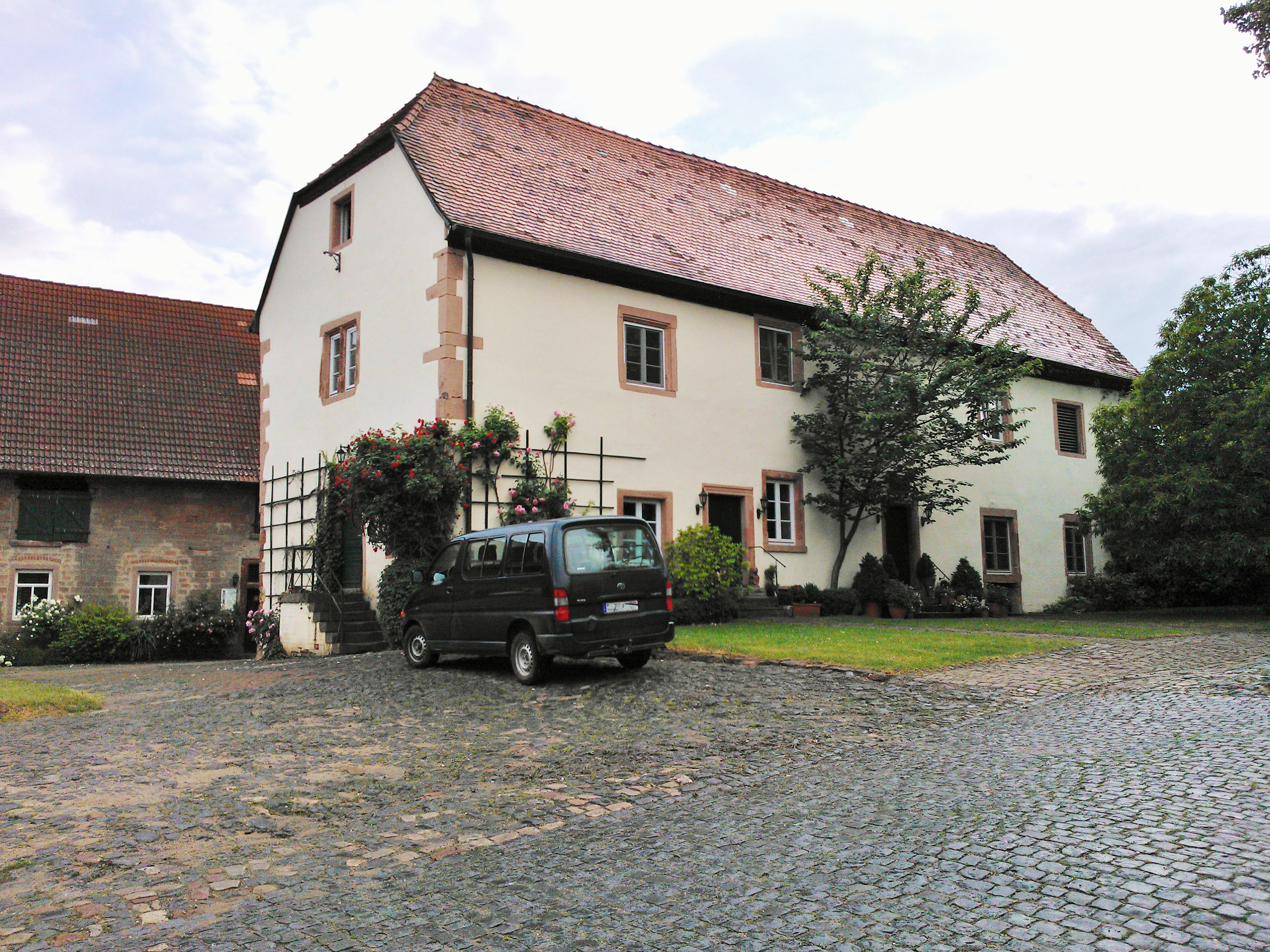
Das südwestliche Hauptgebäude, früher Kapelle und Speicher; angeschnitten auf der linken Bildseite die südliche Scheune
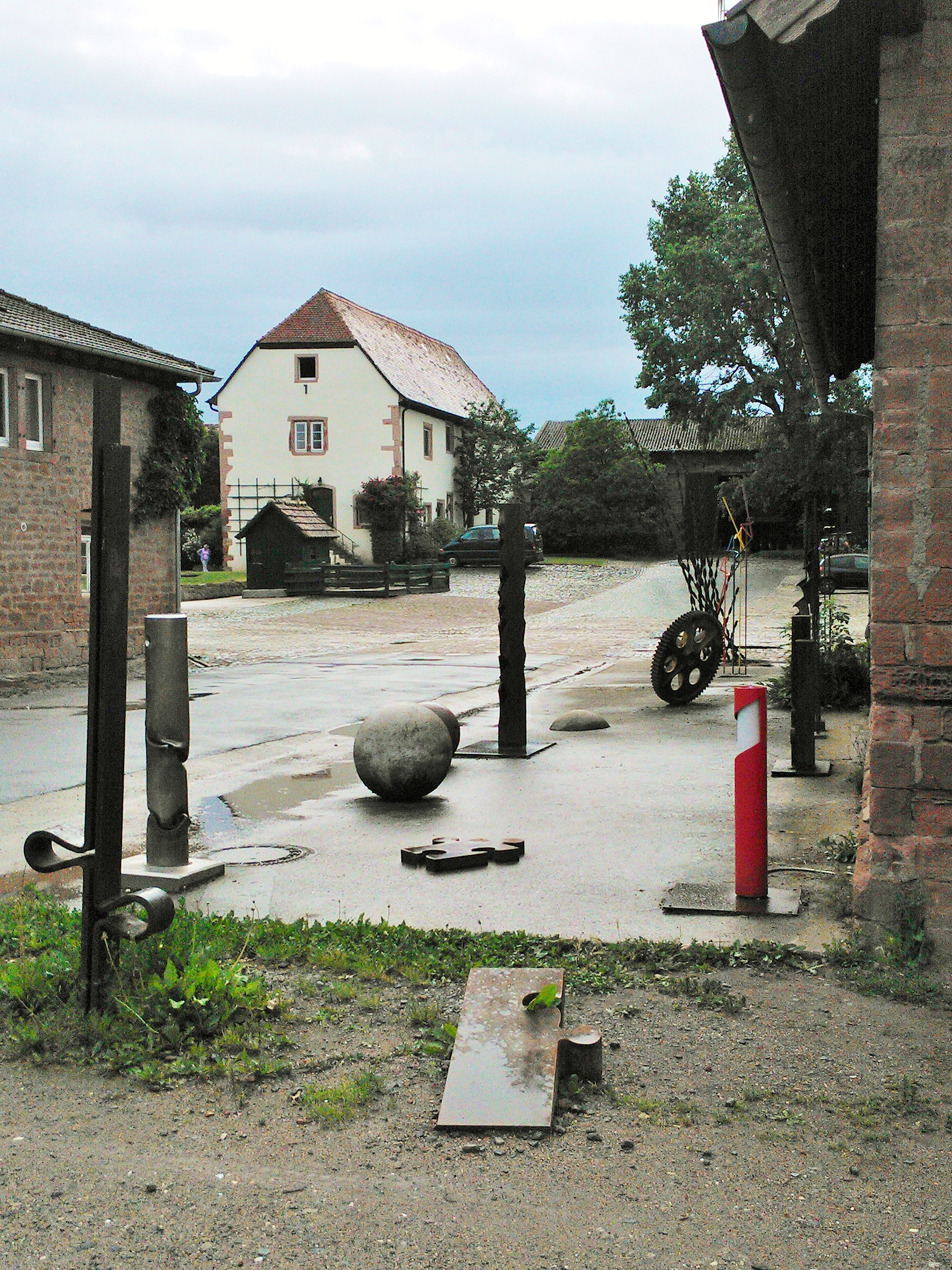
Blick vom Eingang über den Hof zur ehemaligen Kapelle
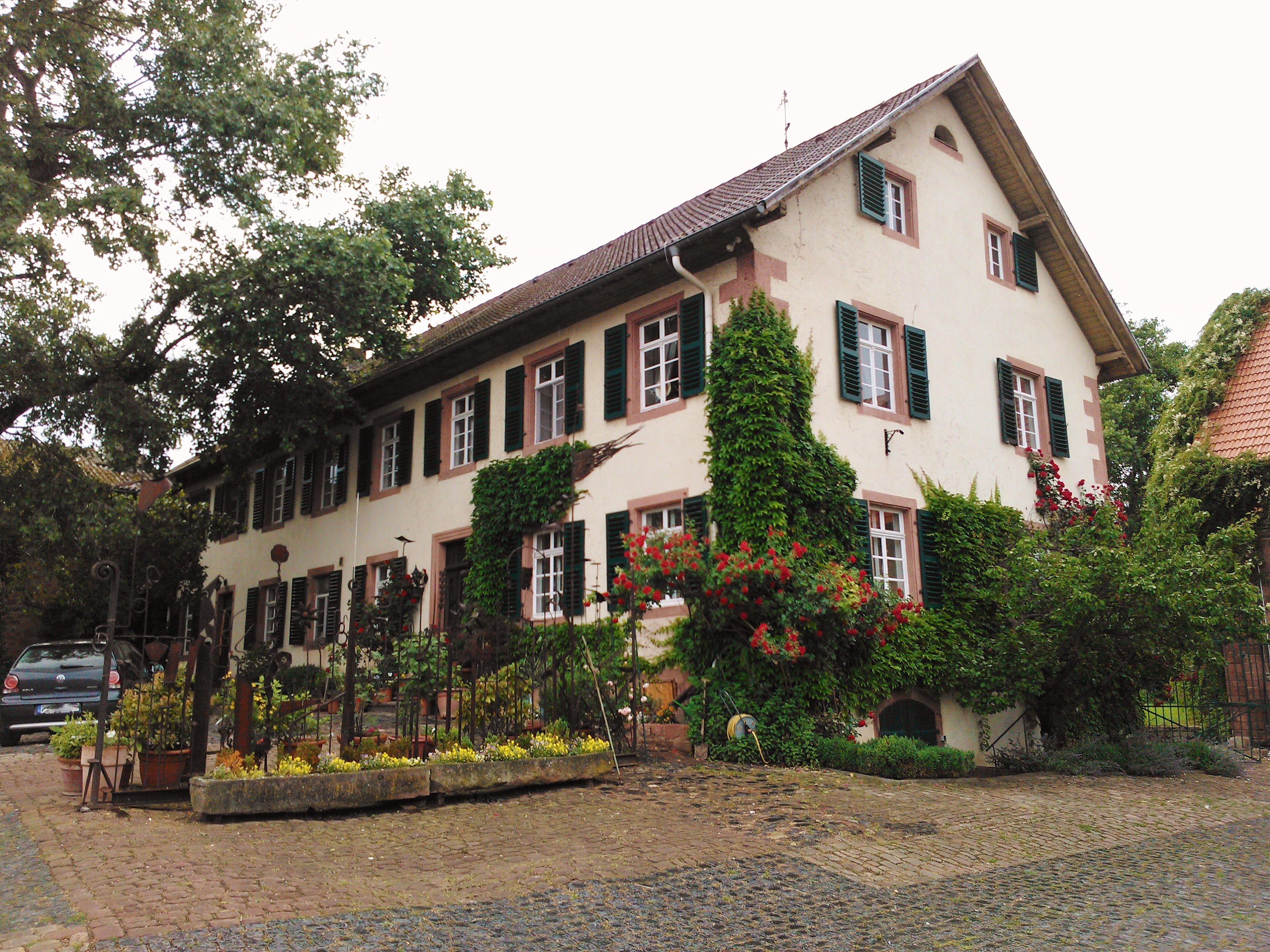
Das nordöstliche Hauptgebäude, das alte (früher Beamtenwohnungen) und neue Wohnhaus

Bilder der heutigen Hofanlage
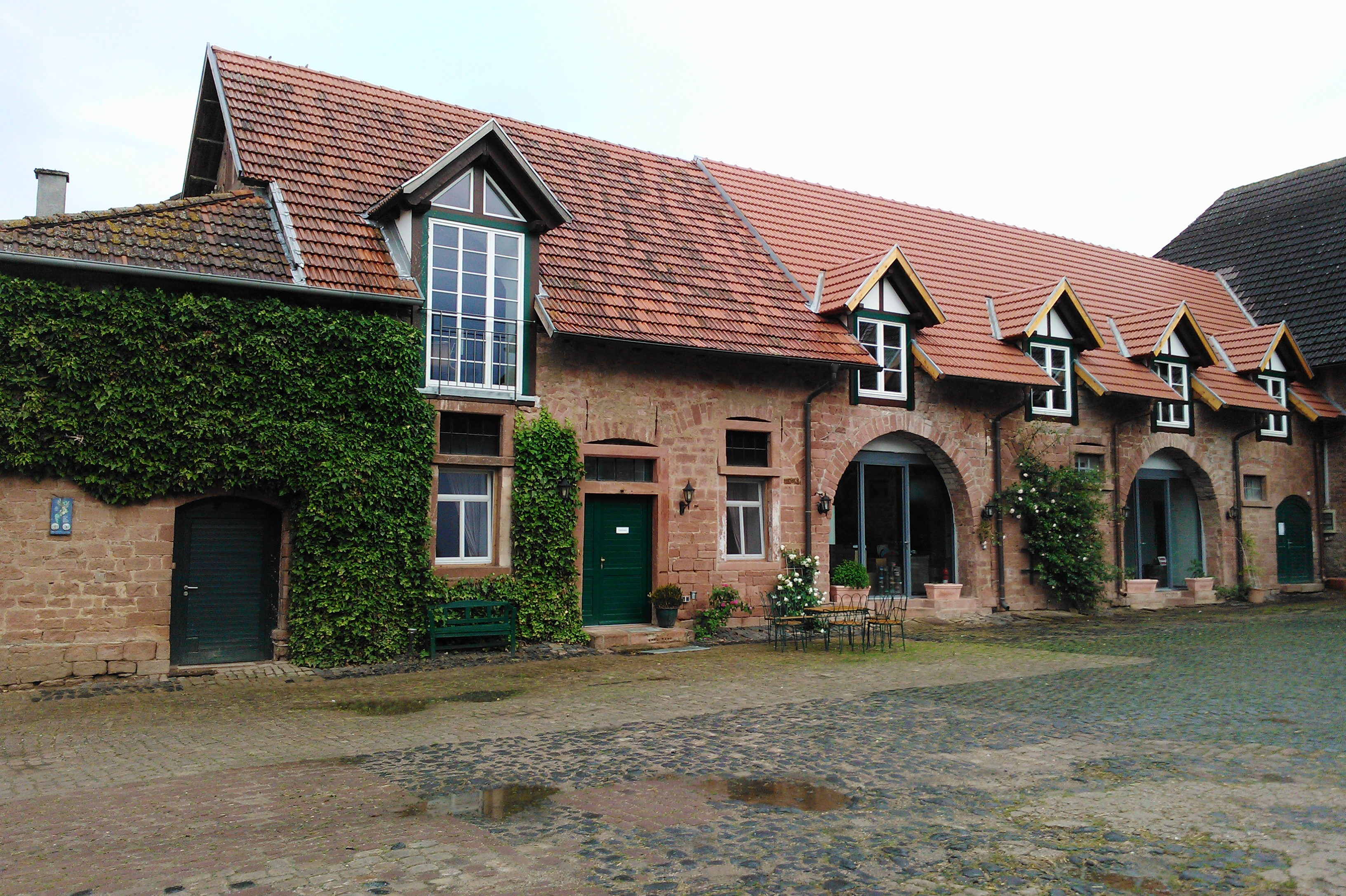
Der südliche Querriegel, ehemaliges Gebäude für Rentamt und Remise
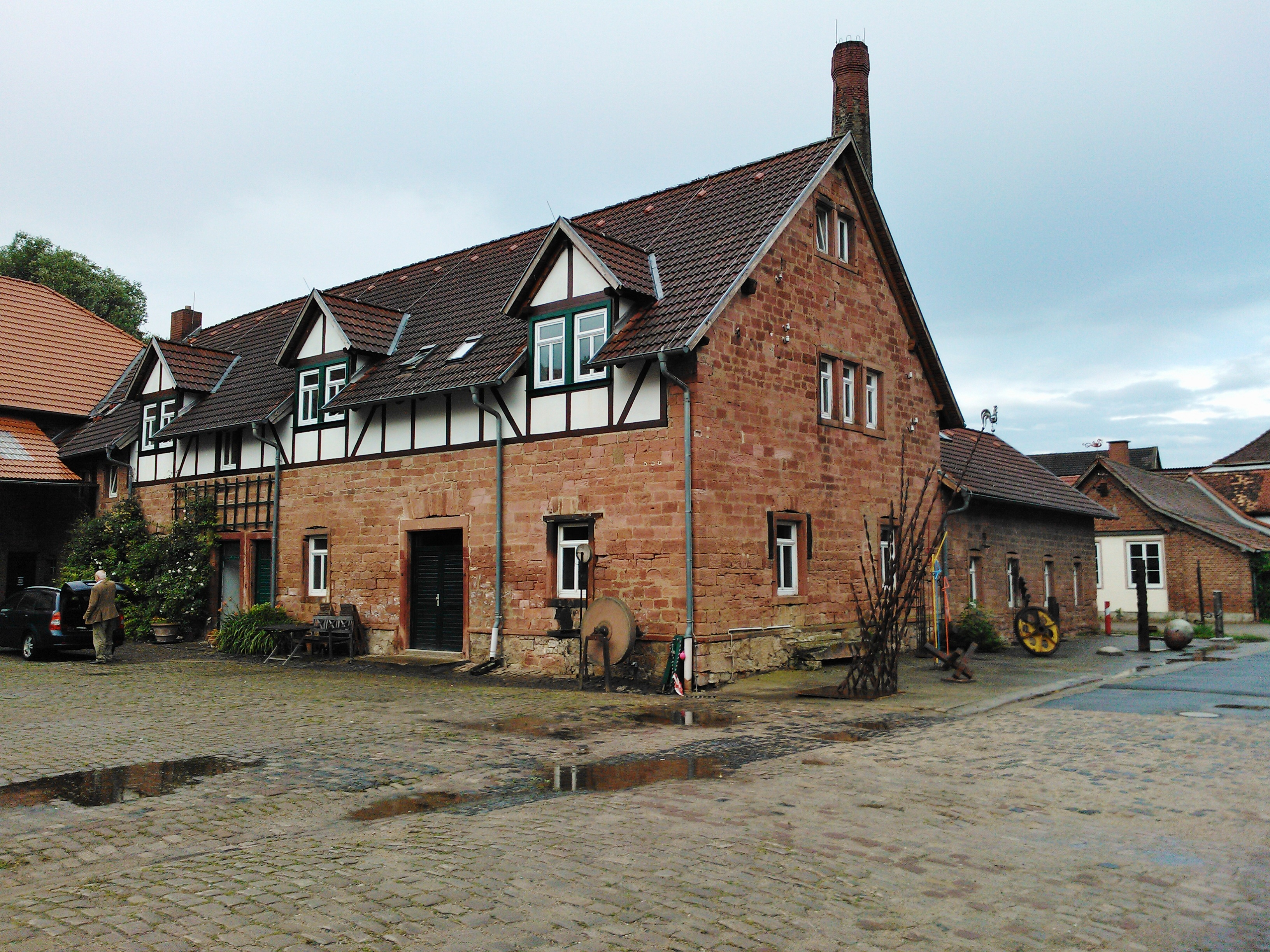
Der gegenüberliegende Querriegel, ehemals Waschhaus und Stall
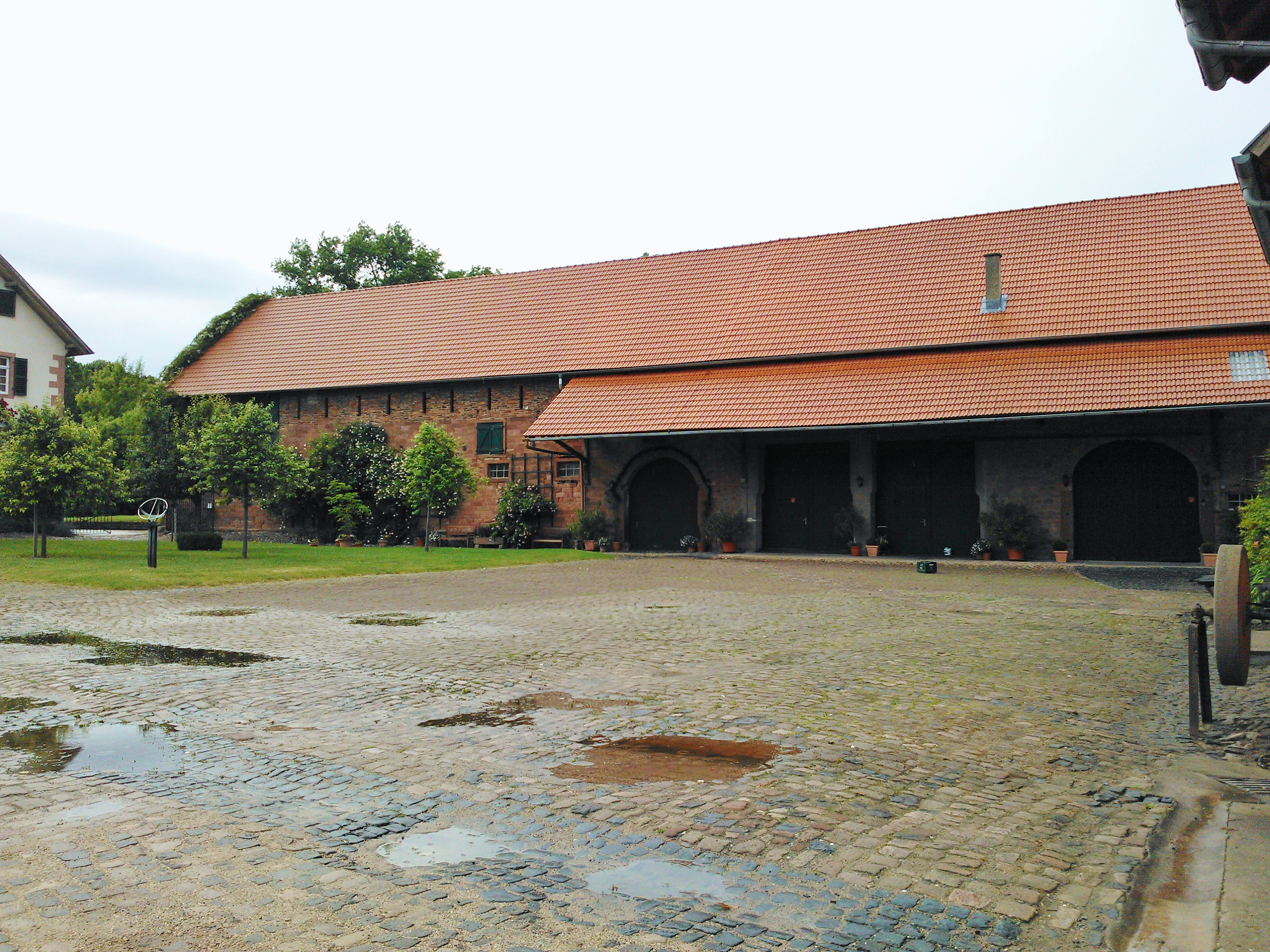
Blick auf die renovierte nördliche Scheune, nördlich zwischen ehem. Waschhaus und Wohnhaus stehend

## Heutiger Bestand

### Gelber Saal
Der Gelbe Saal befindet sich in einem Gebäude aus dem frühen 16. Jahrhundert. 200 Jahre lang diente er als katholischer Kirchenraum und wurde nach langem Dornröschenschlaf durch eine dreijährige umfassende Renovierung Mitte der neunziger Jahre des vorigen Jahrhunderts wieder zu altem Glanz gebracht und als Versammlungs- und Festsaal umgebaut. Bis zu 80 Personen können jetzt im Saal Platz finden. Der Gelbe Saal ist auch als Standesamt eingetragen.

### Gewölbestall
Der Gewölbestall wurde im 19. Jahrhundert als Kuhstall erbaut. Heute finden zwischen den kunstvoll behauenen Sandsteinsäulen unter 24 Gewölbekappen bis zu 180 Personen und eine große Tanzbühne Platz. Ein Raum für den Party-Service, ein Vorraum für das Buffet und Sanitäranlagen erweitern das Ensemble.